# جعفر بن محمد شیبانی
جعفر بن محمد شیبانی شهرت‌یافته همراه نام جدّش به جعفر بن ورقاء یا ابن ورقاء (۹۰۵-۹۶۳م) (نسب: جعفر بن محمد بن ورقاء شَیبانی) کاتب، شاعر و والی عرب در سدهٔ چهارم قمری بود. میان او و سیف‌الدوله حمدانی مکاتبات به شعر و نثر نوشته می‌شد.
عمویش «ابواحمد عبدالله بن محمد بن ورقاء الشیبانی» نیز شاعر بود. 